# Chloroclystis viridimargo
Chloroclystis viridimargo är en fjärilsart som beskrevs av Louis Beethoven Prout 1958. Chloroclystis viridimargo ingår i släktet Chloroclystis och familjen mätare. Inga underarter finns listade i Catalogue of Life.